# Giuseppe Liguori
Giuseppe Liguori (Meta, 1º agosto 1901 – 10 marzo 1978) è stato un politico italiano, eletto nella I legislatura della Repubblica Italiana alla Camera.

## Biografia
Laureato in giurisprudenza, avvocato. Alle elezioni del 18 aprile 1948 venne candidato alla Camera con la Democrazia Cristiana nel collegio di Napoli, inizialmente non risultò eletto, ma divenne poi deputato della I legislatura nel giugno successivo a seguito della morte del collega Egidio Ferrara. Concluse il proprio mandato parlamentare nel 1953.
Morì il 10 marzo 1978, all'età di 76 anni.